# Friedrich Porsdorf
Friedrich Porsdorf (* 25. Februar 1938 in Radebeul) ist ein deutscher Maler und Grafiker.

## Leben und Werk
Als fast 7-Jähriger wurde er Zeuge der Flucht von Überlebenden der Luftangriffe auf Dresden.
Porsdorf absolvierte nach dem Besuch der Grundschule von 1952 bis 1954 eine Lehre als Bauarbeiter. Danach besuchte er bis zum Abitur 1957 die Arbeiter- und Bauernfakultät an der Hochschule für Bildende Künste Dresden. Nach dem freiwilligen Dienst bei der NVA, der üblicherweise erforderlich war, um einen Studienplatz zu erhalten, studierte Porstdorf bis 1962 bei Kurt Robbel und Walter Womacka Malerei an der Kunsthochschule Berlin-Weißensee.
Von 1962 bis 1970 arbeitete er in Berlin freischaffend als Maler und Grafiker. Daneben war er künstlerischer Mitarbeiter am Institut für baugebundene Kunst der Kunsthochschule. Von 1969 bis 1970 hatte er dort eine Aspirantur. Danach war er in der Lehre tätig, ab 1980 als Dozent im Lehrgebiet Künstlerische Grundlagen. 1993 erfolgte die Neuberufung an die inzwischen in Kunsthochschule Berlin-Weißensee umbenannte Lehranstalt; er war ab da für Grundlagen/Malerei, Zeichnen/Gestalten sowie Maltechnik/Werklehre verantwortlich. Ab 2003 hielt er dort eine Gastprofessur für künstlerische Grundlagen.
Zwischen 1974 und 2002 verfertigte Porsdorf diverse öffentliche Auftragsarbeiten. Er war u. a. 1987/1988 in Dresden auf X. Kunstausstellung der DDR und von 1975 bis 1989 in Berlin auf vier Bezirkskunstausstellungen vertreten. Zudem hatte er zahlreiche Personalausstellungen.
Porsdorf lebt in Berlin-Marzahn. Er war bis 1990 Mitglied des Verbands Bildender Künstler der DDR.

## Einzelausstellungen (unvollständig)
- 1988: Radebeul, Kleine Galerie
- 2000: Berlin (mit Norbert Blum)